# Isabelle Forest

Isabelle Forest est une praticienne en arts littéraires, une poète et romancière québécoise.

## Biographie
Poète et romancière, praticienne en arts littéraires, la démarche d'Isabelle Forest l’a menée vers des projets in situ, installatifs et participatifs.  
En plus d'assurer la conception et la direction de plusieurs projets en arts littéraires (spectacles, courts-métrages, œuvres audio, parcours déambulatoires, expositions, installations, performances, œuvres hypermédiatiques, etc.), elle coordonne divers projets de médiation culturelle et anime des ateliers d'écriture s'adressant à un public diversifié,.
Elle a également été directrice artistique du Mois de la poésie, du festival Québec en toutes lettres, de la Maison de la littérature ainsi que du volet littéraire du festival Relève en Capitale de la mesure Première Ovation de la Ville de Québec (2010, 2011),,,.
En plus d'être active sur la scène littéraire québécoise, elle participe à de nombreux événements littéraire à l'international, tels que le festival Poetry Nights de Cuerta de Arges en Roumanie (2011) et le Festival international de poésie des sept collines de Yaoundé, au Cameroun (2012),.
Elle fait paraître deux recueils de poésie aux Écrits des forges : Les chambres orphelines (2003) ainsi que l'amour ses couteaux (2011). En 2019, son troisième recueil, Ne plus planter de ciseaux dans ton cri, paraît au Lézard amoureux.Aux Éditions Lanctôt, elle publie son premier roman, La crevasse, en 2004, puis un second roman aux Éditions Alto, Les laboureurs du ciel (2012),,,.

À propos de la vision de la poésie d'Isabelle Forest, Jérôme Delgado mentionne :
C'est au niveau de la poitrine que ça se passe. Pour Isabelle Forest, il n'y a aucun doute là-dessus: la poésie vient nous rejoindre en premier lieu en bas, non pas de la ceinture, mais du cou. La tête travaille après. Par sa musicalité, par la sonorité des mots, la phrase poétique apporte une expérience d'abord émotionnelle, ensuite intellectuelle. 
Récipiendaire de nombreux prix, elle remporte notamment le Prix de la personnalité littéraire de l’année de l’Institut canadien de Québec (2013), le Prix Félix-Antoine Savard (2014) ainsi que le Prix Jean-Noël-Pontbriand (2019).

## Œuvres

### Poésie
- Les chambres orphelines, Trois-Rivières, Écrits des forges, 2003, 74 p. (ISBN 2-89046-760-0)
- L'amour ses couteaux, Trois-Rivières, Écrits des forges, 2011, 82 p. (ISBN 9782896451807)
- Ne plus planter de ciseaux dans ton cri, Montréal, le Lézard amoureux, 2019, 59 p. (ISBN 9782923398686)

### Romans
- La crevasse, Montréal, Éditions Lanctôt, 2004, 128 p. (ISBN 2-89485-279-7)
- Les laboureurs du ciel, Montréal, Alto, 2012, 234 p. (ISBN 9782896940790)

### Collaborations
- Béatrice Migneault et Isabelle Forest, Poèmes du lendemain 7 :  Les heures frêles, Trois-Rivières, Écrits des forges, 1998, 60 p. (ISBN 2-89046-506-3)
- Isabelle Forest et Patrick Nicole, Poèmes du lendemain 10 : Les petites filles aussi sont périssables, Trois-Rivières, Écrits des forges, 2001, 50 p. (ISBN 2-89046-662-0)
- Isabelle Duval (dir.) et Ouanessa Younsi (dir.), Femmes rapaillées, Montréal, Mémoire d'encrier, 2016, 235 p. (ISBN 9782897123697)

## Prix et honneurs
- 1998 - Récipiendaire : Prix Piché de poésie de l'Université du Québec à Trois-Rivières (Pour Les heures frêles)
- 2001 - Récipiendaire : Prix Piché de poésie de l'Université du Québec à Trois-Rivières (Pour Les petites filles aussi sont périssables)
- 2003 - Récipiendaire : Prix Félix-Leclerc de la poésie (Pour Les chambres orphelines)[15],[16]
- 2006 - Finaliste : Grands prix littéraires Radio-Canada, catégorie poésie
- 2007 - Récipiendaire du 2e prix : Grands prix littéraires Radio-Canada, catégorie poésie[17]
- 2012 - Finaliste : Prix Alain-Grandbois (Pour L’amour ses couteaux)[18]
- 2013 - Finaliste : Prix de création littéraire de la Ville de Québec (Pour Les laboureurs du ciel)[18]
- 2013 - Récipiendaire : Prix de l'Institut Canadien de Québec[19]
- 2014 - Récipiendaire : Prix Félix-Antoine-Savard
- 2019 - Récipiendaire : Prix Jean-Noël-Pontbriand[20]